# Crucianella platyphylla
Crucianella platyphylla är en måreväxtart som beskrevs av Friedrich Ehrendorfer och Schönb.-tem.. Crucianella platyphylla ingår i släktet Crucianella och familjen måreväxter. Inga underarter finns listade i Catalogue of Life.